# Borzicactus icosagonus
Borzicactus icosagonus ist eine Pflanzenart in der Gattung Borzicactus aus der Familie der Kakteengewächse (Cactaceae). Das Artepitheton icosagonus leitet sich von den griechischen Worten eikosi für ‚zwanzig‘ sowie gonia für ‚Kante‘ ab und verweist auf die ursprünglich beobachtete Abzahl der Rippen der Art.

## Beschreibung
Borzicactus icosagonus wächst strauchig mit niederliegenden bis kriechenden oder aufsteigenden Trieben und bildet große, niedrige Haufen. Die hellgrünen Triebe erreichen bei Durchmessern von 3 bis 5 Zentimetern eine Länge von 20 bis 60 Zentimetern. Es sind 8 bis 21 niedrige, gerundete Rippen vorhanden, die durch Furchen in Höcker gegliedert sind. Die darauf befindlichen Areolen stehen eng beieinander. Blühfähige Areolen sind mit zahlreichen, feinen langen Borsten besetzt. Die 25 bis 60 goldgelben Dornen sind nadelig oder borstig und 1 bis 1,5 Zentimeter lang.
Die fast geraden, schiefsaumigen, rosafarbenen bis scharlachroten bis orangefarbenen Blüten sind 7 bis 8 Zentimeter lang. Ihr Pericarpell ist mit kleinen Schuppen mit einigen wenigen Haaren besetzt. Die kugelförmigen, grünen bis gelben Früchte erreichen Durchmesser von 2 bis 4 Zentimeter und sind oft mit einigen Haaren besetzt.

## Verbreitung, Systematik und Gefährdung
Borzicactus icosagonus ist in den ecuadorianischen Provinzen Azuay und Loja sowie in der peruanischen Region Piura in Höhenlagen von 1000 bis 3000 Metern verbreitet.
Die Erstbeschreibung als Cactus icosagonus erfolgte 1823 durch Karl Sigismund Kunth. Nathaniel Lord Britton und Joseph Nelson Rose stellten die Art 1920 in die Gattung Borzicactus. Weitere nomenklatorische Synonyme sind Cereus icosagonus (Kunth) DC. (1828), Cleistocactus icosagonus (Kunth) F.A.C.Weber (1904), Binghamia icosagona (Kunth) Backeb. (1936), Seticereus icosagonus (Kunth) Backeb. (1937) und Matucana icosagona (Kunth) Buxb. (1973).
Es werden folgende Unterarten unterschieden:
- Borzicactus icosagonus subsp. icosagonus
- Borzicactus icosagonus subsp. humboldtii (Kunth) G.J.Charles
- Borzicactus icosagonus subsp. roseiflorus (Buining) G.J.Charles

In der Roten Liste gefährdeter Arten der IUCN wird die Art als „Least Concern (LC)“, d. h. als nicht gefährdet geführt.

## Nachweise